# Pioneer P-1
La Pioneer P-1 (també anomenada Atlas-Able 4A, Pioneer W) fou una sonda espacial del programa Pioneer, amb la missió de situar-se en òrbita lunar i realitzar anàlisis científiques. La sonda es destruí en una explosió a la plataforma de llançament del coet, poc abans del seu llançament, el 24 de setembre de 1959.
Igual que les posteriors Pioneer P-3, P-30 i P-31 la sonda era una esfera d'1 metre de diàmetre, amb un sistema de propulsió unit a la part inferior. La massa total era de 25,3 kg i amb les unitats de propulsió de 88,4 kg. A partir del cos de l'esfera s'estenien 4 panells solars de 60 x 60 cm, amb 2.200 cèl·lules fotovoltaiques. Estava equipada amb un sistema de televisió per prendre imatges de la superfície lunar, i altres sistemes per determinar la massa de la Lluna i la topografia dels pols i fer estudis sobre micrometeorits, radiació i camps magnètics.